# Multiplicity
Multiplicity è un'agenzia di ricerca per il territorio con sede a Milano.
Articolata come una rete di architetti, geografi, artisti, urbanisti, fotografi, sociologi, economisti e documentaristi, Multiplicity indaga le problematiche sociali che affliggono l'ambiente antropizzato attraverso installazioni, workshop e pubblicazioni.
Multiplicity ha presentato i propri progetti, tra gli altri, al Tokyo Metropolitan Art Museum (2001), a Documenta 11 a Kassel (2002), al Centre d'architecture Arc en Rêve di Bordeaux (2002), alla Triennale di Milano (2002), alla Biennale di Venezia (2003), al Musée d'Art Moderne de la Ville de Paris (2003), al Kunst-Werke di Berlino.

## Progetti
Multiplicity è attualmente impegnata in tre progetti: USE (Uncertain State of Europe), Solid Sea e Border Device(s).

### USE
USE (Uncertain State of Europe) è un'analisi degli effetti del processo di globalizzazione sul territorio europeo. Il programma ha costruito una rete tra più di settanta persone dislocate in quindici paesi, che ha permesso l'individuazione di situazioni locali dove i costanti mutamenti nell'identità economica e geopolitica europea hanno dato vita a processi di auto-organizzazione. USE presenta infatti un panorama dove l'innovazione e il cambiamento non scaturiscono da processi regolamentati, ma piuttosto dal bisogno contingente e dall'opportunismo; ne va che essi agiscono sempre più su una dimensione individuale e locale più a livello di un sistema centrale. USE dimostra che la relazione tra trasformazione territoriale e cambiamento sociale è indissolubile.
USE è stata esposta per la prima volta sotto forma di installazione nel 2000 in occasione della mostra Mutations, al Centre d'architecture Arc en Rêve di Bordeaux. La mostra, curata da Rem Koolhaas, Stefano Boeri e Sanford Kwinter, rifletteva sulle forma di urbanizzazione nella contemporaneità.

### Solid Sea
Solid Sea è un'indagine multi-disciplinare condotta sull'attuale assetto  geopolitico del Mar Mediterraneo. L'indagine individua i flussi e le traiettorie che attraversano quest'area geografica e delinea l'identità degli individui che la abitano. 
Ad oggi, Solid Sea si articola in quattro casi studio, ognuno dei quali usa diverse tecniche di osservazione, analisi e rappresentazione: The Gost Ship, Odessa/The World, The Road Map e (M)RE-Tourism.

#### The Gost Ship
The Gost Ship ripercorre la vicenda della Yiohan, una nave greca salpata da Cipro con un cargo di circa 450 rifugiati e immigranti clandestini provenienti dall'India, dal Pakistan e dal Tamil Nadu. La notte del 25 dicembre 1996, diciannove miglia al largo della cittadina costiera di Portopalo di Capo Passero, in Sicilia, 300 immigrati furono trasferiti dalla Yiohan su un peschereccio che li avrebbe quindi trasportati sulla terra ferma; ma un urto tra le due navi ha danneggiato irrimediabilmente lo scafo del peschereccio, causandone il naufragio e la morte di 283 persone. La tragedia, ritenuta la più grande sciagura navale avvenuta nel Mediterraneo negli ultimi cinquant'anni, è stata ignorata dalle autorità italiane fino al 2001, quando il ritrovamento di una carta di identità appartenente ad un rifugiato del Tamil e le indagini del quotidiano la Repubblica, che individuò e filmò il relitto della barca maltese e i corpi degli annegati, implicarono un'apertura del caso. Nel 2007 Youssef El Hallal, capitano della Yiohan e maggiore responsabile della tragedia, rimasto latitante per anni, è stato assolto poiché si è ritenuto che l'accusa muovesse non da una forzatura giuridica.
The Gost Ship raccoglie documentazioni e testimonianze di personaggi coinvolti nella vicenda ed è stata presentata per la prima volta nel 2002 in occasione di Documenta 11 a Kassel.

#### Odessa/The World
Odessa/The World è un progetto di Armin Linke, presentato come caso-studio di Solid Sea, che narra la vicenda di due navi da crociera, l'ucraina Odessa e la Word Residensea. La prima è rimasta bloccata nel porto di Napoli per sette anni in seguito alla bancarotta finanziaria della compagnia a cui apparteneva, senza che i sette membri dell'equipaggio potessero posare piede sulla terra ferma. La seconda è un lussuosissimo transatlantico per multimilionari, la cui rotta segue i più prestigiosi eventi nei paesi che si affacciano sul Mar Mediterraneo. Odessa/The World descrive quindi due mondi paralleli abitati da comunità disconnesse dal mondo reale.
Il progetto è costituito da due video proiettati su schermi paralleli. È stato presentato alla Generali Foundation di Vienna nel 2003, in occasione della mostra Geography and the Politics of Mobility a cura di Ursula Biemann.

#### The Road Map
The Road Map è un'azione condotta tra il 13 e il 14 gennaio 2003 finalizzata a misurare la densità dei dispositivi che regolano gli spostamenti umani nei territori che circondano Gerusalemme. Alcuni membri di Multiplicity, tutti con passaporto europeo, hanno viaggiato il primo giorno accompagnati da una persona con passaporto israeliano dalla colonia di Kiryat Arba a quella di Kudmin e il giorno successivo con una persona con passaporto palestinese dalla città di Hebron a quella di Nablus. Nonostante i due tragitti coprissero un'uguale latitudine, il primo ha richiesto un'ora, mentre il secondo più di cinque ore. Se il primo tragitto infatti, che implicava uno spostamento tra due Zone C (zone sotto il controllo militare e amministrativo israeliano), permetteva l'utilizzo di percorsi cosiddetti by-pass (generalmente autostrade soprelevate che aggirano gli insediamenti palestinesi), il secondo richiedeva l'attraversamento di numerosi posti di blocco, poiché implicava uno spostamento tra due Zone A (zone sotto il controllo militare e amministrativo palestinese), attraverso zone di tipo B (zone militarmente controllare da Israele ma amministrate da palestinesi) e di tipo C.
L'azione è stata documentata in due video distinti e presentata in numerose occasioni, tra cui la mostra Terrirories al Kunst-Werke di Berlino e successivamente al Witte de With di Rotterdam e alla Konshall di Malmö, la 50ª Biennale di Venezia, la mostra Making Things Public allo ZKM Center for Art and Media di Karlsruhe, la mostra Emergencies al MUSAC di León, ecc.

#### (M)RE-Tourism
(M)RE-Tourism indaga l'identità ambigua dei marocchini espatriati o residenti all'estero (MRE sta appunto per Marocains Résidents à l'ètranger). Né pienamente europei in Europa, né pienamente marocchini in Marocco, questi individui risiedono stabilmente in Europa ma perseverano nella loro speranza di ristabilirsi un giorno nella loro terra d'origine. Ogni estate quindi, lasciano le loro case e tornano in Marocco, come turisti. Questo flusso ha attivato drastiche trasformazioni nelle condizioni sociali e spaziali di alcune aree costiere del Marocco, oggi afflitte dalle dinamiche della speculazione edilizia, della colonizzazione e del turismo di massa.
Il progetto è stato mostrato nelle mostre Tour-ism, The Defeat of Dissident. Critical Itineraries, alla Fondazione Antoni Tapies di Barcellona nel 2004, On Mobility, al de Appel di Amsterdam e al Büro Friedrich di Berlino nel 2005 e al Contemporary Art Centre di Vilnius nel 2006 e infine alla 2ª Biennale Internazionale di Architettura di Rotterdam nel 2005.

### Border Device(s)
I processi di globalizzazione hanno paradossalmente generato una proliferazione di frontiere, posti di blocco, sistemi di sicurezza, aree protette e zone cuscinetto. Questo fenomeno può essere osservato sia a livello di ciò che strettamente ci circonda, sia su scala globale. Border Device(s) è un'indagine che rivela come, guardando parallelamente ai flussi globali (di persone, merci e idee) e alle restrizioni territoriali, è possibile svelare come le identità individuali e collettive si definiscono in tutta la loro complessità proprio nell'atto di oltrepassare frontiere.
Border Device(s) è stata prodotta nel 2003 in occasione della mostra Terrirories al Kunst-Werke di Berlino e della 50ª Biennale di Venezia.

#### Border Matrix
Questa parte dell'indagine studia ventiquattro casi di linee di confine, catalogandoli in sei tipologie: a imbuto (canalizzano un flusso in un'unica direzione); a tubo (canalizzano un flusso ma sottoponendolo a un controllo unilaterale o bilaterale); a piega (originano uno spazio interstiziale, le cui caratteristiche non sono affini a nessuna delle due realtà che la linea di confine separa); a spugna (attraggono flussi di ogni genere, che si sedimentano lungo la linea di confine, inspessendola); a limbo fantasma (continuano ad agire anche se sono fisicamente scomparsi, con il risultato che la memoria collettiva rigenera la linea di confine); a recinzione (segregano una comunità di individui e un sistema di attività all'interno di un perimetro, il cui controllo è spesso unilaterale).